# Dust: A Tale of the Wired West
Dust: A Tale of the Wired West är ett amerikanskt datorspel tillverkat för PC och Macintosh. Det släpptes den 30 juni 1995, producerades av Cyberflix och publicerades av GTE Entertainment. 
Spelet är ett vilda western-spel, där spelaren spelar en karaktär som kallas för "främlingen reser runt i en gammal westernstad i New Mexico. Året är 1882.
Rollfigurerna i Dust är fotograferingar av professionella skådespelare, som man sedan skapade ihop en animerad dialog av. I spelet Titanic: Adventure Out of Time som kom ett år senare, använde man samma teknik.

## Sammandrag
Spelet börjar med en animerad filmsekvens där "främlingen" spelar kort med en "The kid" - spelets skurk. Främlingen upptäcker att The Kid fuskar, och hugger till honom och springer sedan ut ur saloonen. Främlingen hittar sedan till en stad som heter Diamondback, New Mexico, en ökenstad. Han har inte tillräckligt med respekt, och måste försöka skaffa det själv. Det finns en del minispel i Dust såsom Black Jack och Poker, där spelaren kan spela ärligt eller fuska. Även olika skjutbanor förekommer, som bevisar att spelaren längre in i handlingen måste vara snabb och effektiv.